# Franziskanerkloster Zittau

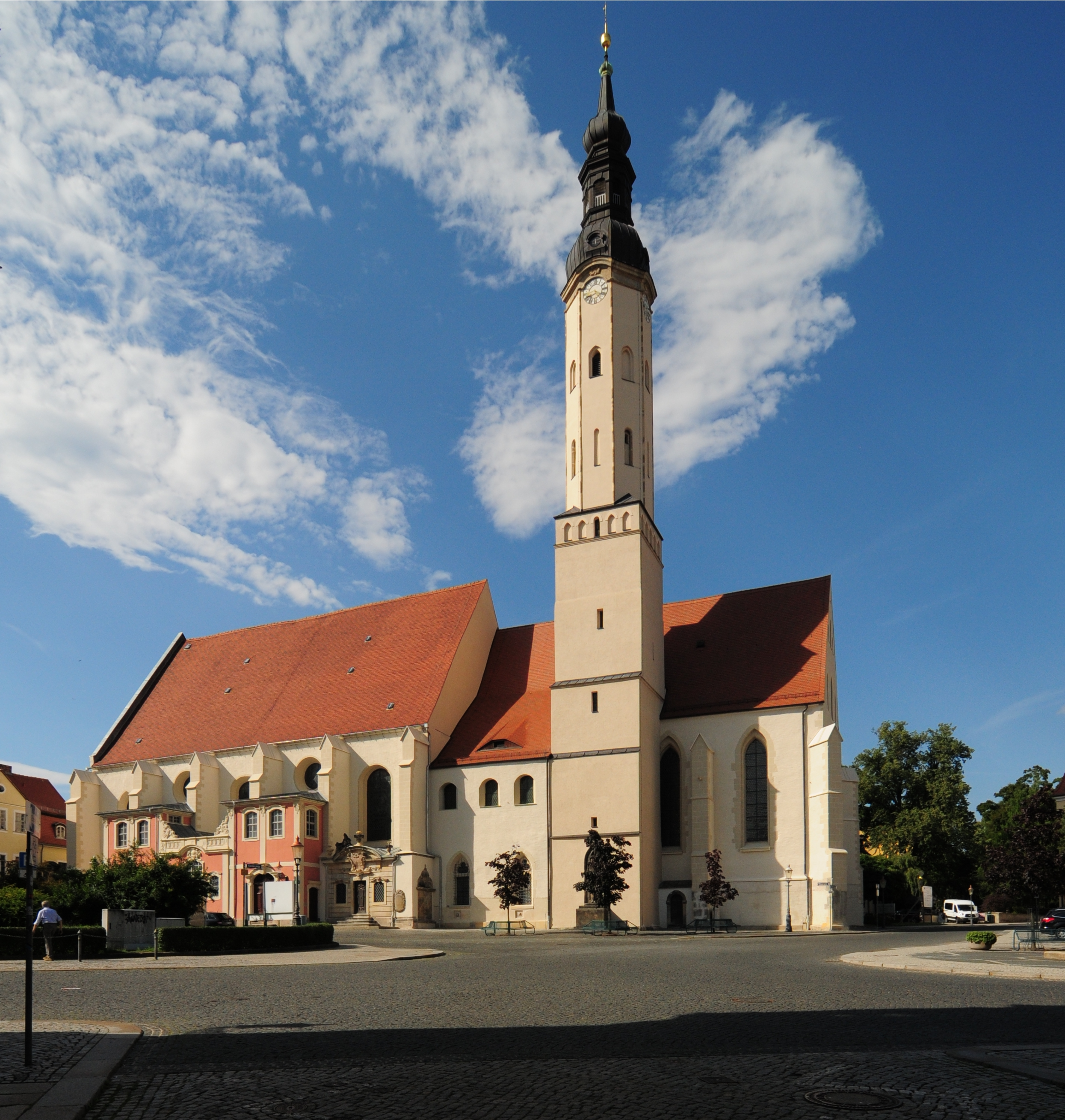
Klosterkirche von Südost

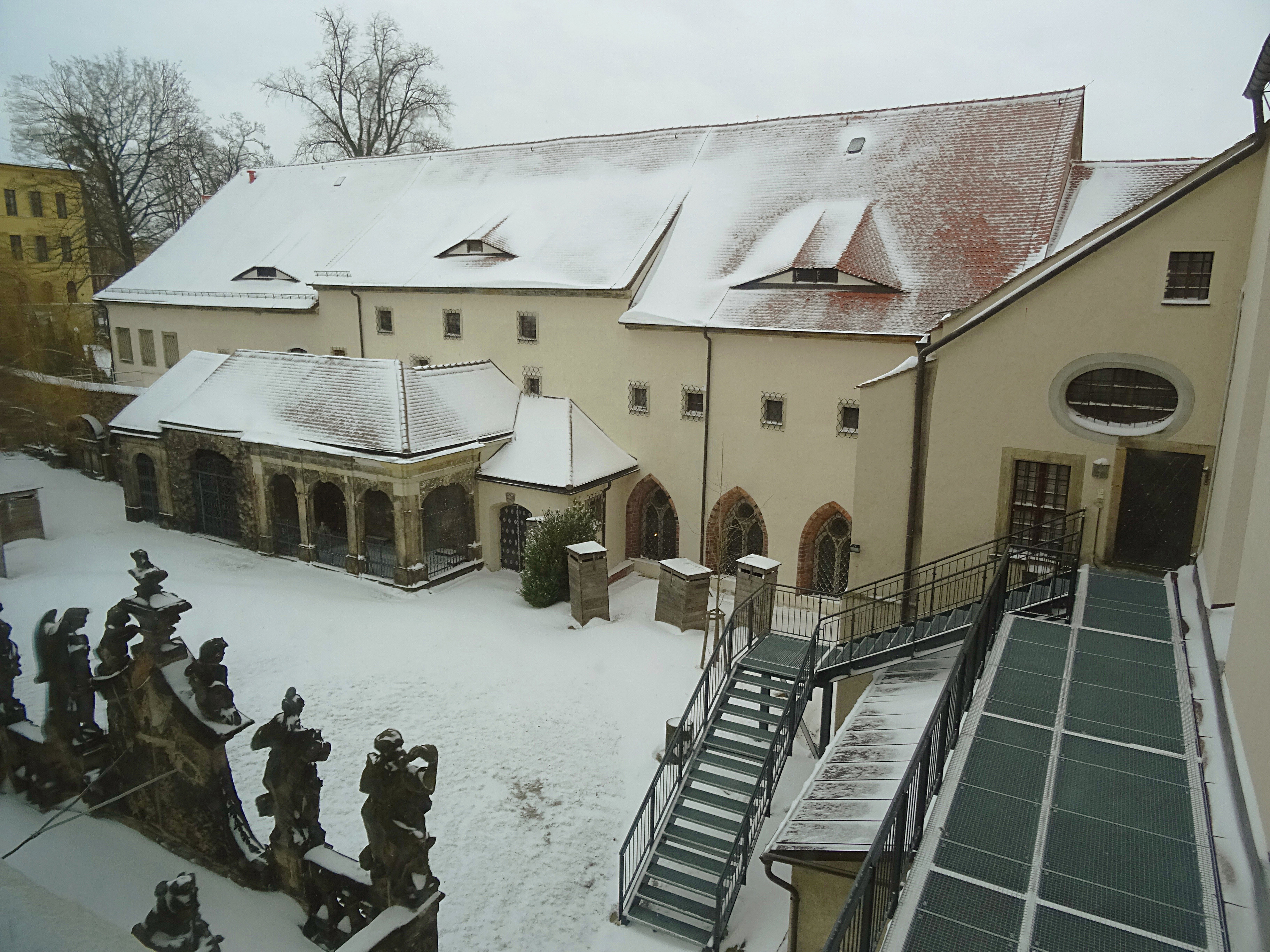
Klostergebäude mit Kreuzgang

Das Franziskanerkloster ist ein Gebäudekomplex in der Altstadt von Zittau in Ostsachsen. Es besteht aus der Klosterkirche St. Petri und Pauli, dem Heffterbau, den Resten des Kreuzgangs mit angrenzenden Klosterräumen sowie dem Friedhof. Das Kloster bestand von 1260 bis 1543.
In der Gegenwart werden die ehemaligen Klostergebäude von den Städtischen Museen Zittau genutzt, die ehemalige Klosterkirche dient als Pfarrkirche der Evangelisch-Lutherischen Kirchengemeinde Zittau im Kirchenbezirk Löbau-Zittau der Evangelisch-Lutherischen Landeskirche Sachsens.

## Lage

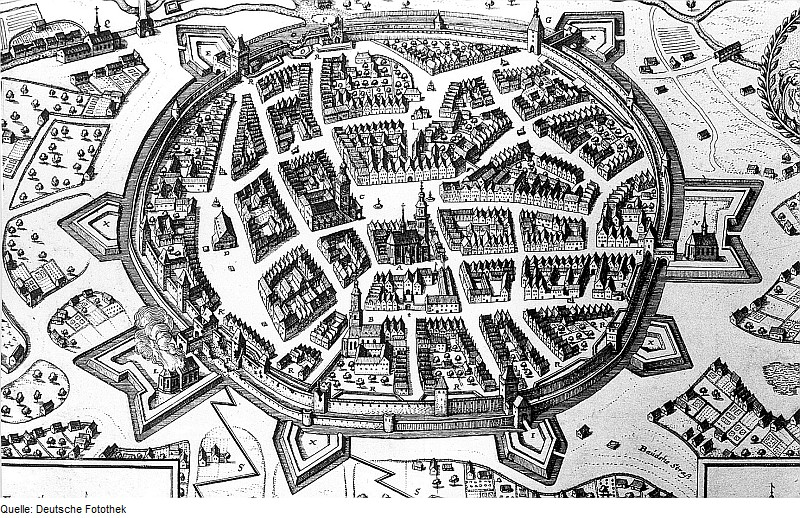
Zittau, 1643, Kloster (B)

Das Franziskanerkloster lag im Süden der mittelalterlichen Altstadt von Zittau, direkt an der Stadtmauer. Durch den Ort führte ein Zweig der Via regia von Aachen nach Krakau sowie eine wichtige Handelsstraße nach Prag. Zittau gehörte im Mittelalter meist zum Königreich Böhmen.

## Geschichte

### Franziskanerkloster
Das Kloster wurde von der böhmischen Adelsfamilie von Leipa, die vorher für einige Jahre die Burg Zittau besessen hatten, wahrscheinlich 1260 (oder 1268?) gegründet.

In den folgenden Jahren wurde der Klosterkomplex erbaut. 1293 wurde der Hauptaltar St. Peter und Paul geweiht. Das Kloster des 1210 gegründeten Franziskanerordens gehörte zur Kustodie Goldberg der Sächsischen Franziskanerprovinz (Saxonia). Es wurde von einem Guardian geleitet, der erste bekannte war 1283 Werner.
Vom Klosterbesitz sind nur ein Acker vor dem Bautzener Tor sowie Ställe und Scheunen bekannt. Außerdem durfte der Pulverturm in der Stadtmauer genutzt werden, wahrscheinlich für Teile der Bibliothek. Der Konvent erhielt außerdem größere finanzielle und materielle Zuwendungen von Bürgern der Stadt. Dafür wurden einige von ihnen in der Klosterkirche oder im Klausurtrakt bestattet.
1407 tagte das Provinzkapitel der Saxonia in Zittau.
Es gab offenbar mehrfach Auseinandersetzungen mit der Stadt. 1511 musste das Kloster einen städtischen Prokurator akzeptieren, trotz vorheriger Unterstützung durch den Papst. 1522 wurde es einem Minister des böhmischen Königs unterstellt, nachdem reformatorische Bestrebungen in der Stadt seit dem vorhergehenden Jahr zunehmenden Einfluss gewonnen hatten. Danach verließen einige Brüder das Kloster, neue durften nicht aufgenommen werden. 1543 wurden die Konventsgebäude und die Kirche  dem Rat der Stadt übergeben, die verbliebenen Bewohner durften aber weiter dort wohnen. 1554 starb der letzte von ihnen.

### Weitere Entwicklung

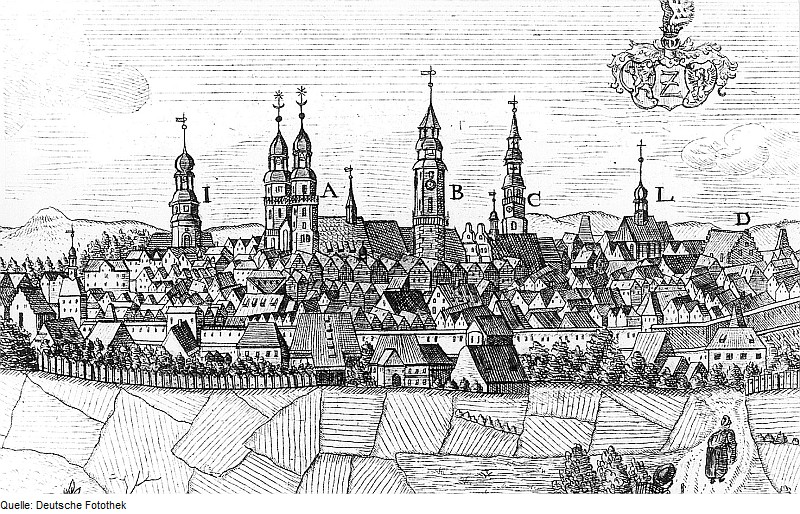
Zittau, 1758, Klosterkirche (B)

Danach verfielen Klostergebäude und Kirche und wurden teilweise für Baumaterial genutzt.
Um 1650 wurde ein Klosterflügel neu wiederhergestellt (Heffterbau), 1662 wurde die Kirche neu eingeweiht und war seitdem die zweite evangelische Pfarrkirche der Stadt. Seit 1705/06 wurden Teile der ehemaligen Klausurgebäude als Wohnungen für ältere alleinstehende Frauen genutzt, später dann als Armenhaus, bis 1928.
Seit 1934 befindet sich im ehemaligen Franziskanerkloster das Museum der Stadt.

## Klosterkirche

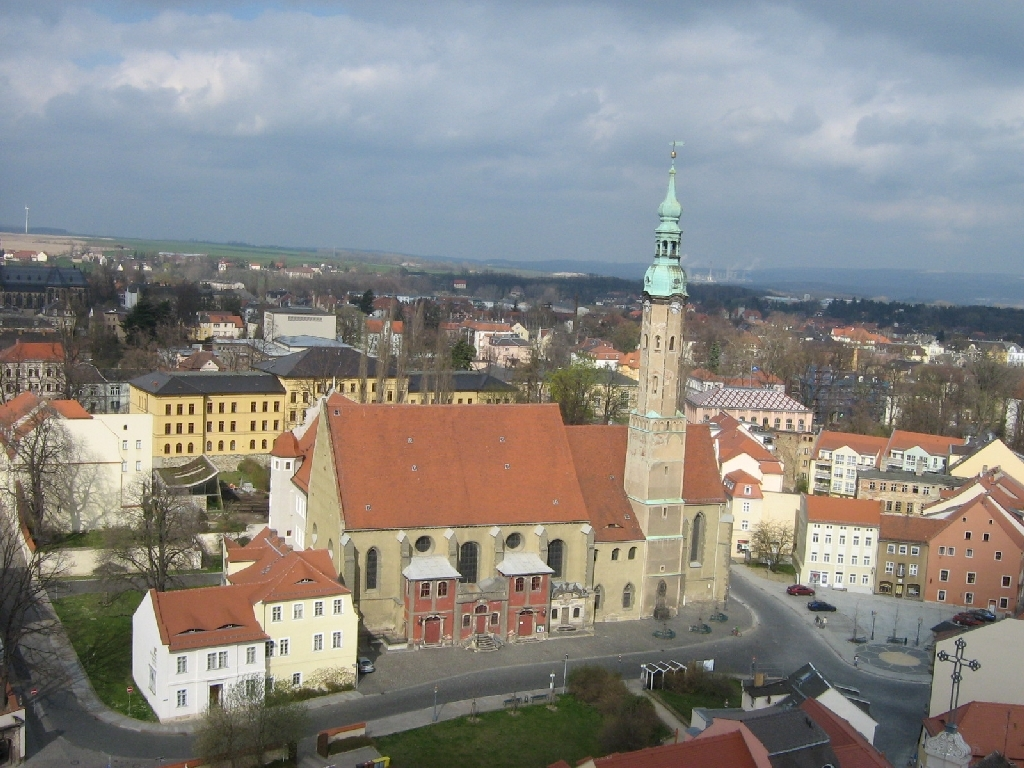
Gesamtansicht

Die Klosterkirche St. Peter und Paul nimmt den Südflügel der Klosteranlage ein und bildet mit ihrem markanten Turm einen wichtigen Orientierungspunkt im Stadtbild von Zittau. Sie wird von der Evangelischen Kirchgemeinde Zittau genutzt. Der Chor wurde dazu durch eine transparente Wand abgetrennt.

### Geschichte
Die erste Kirche wurde wahrscheinlich gleich nach der Gründung des Klosters in den 1260er-Jahren erbaut. 1293 wurde der Hauptaltar St. Peter und Paul geweiht, möglicherweise bereits in einem zweiten Kirchenbau. Von  1313 ist eine Weihe eines von mehreren Nebenaltären bekannt.
1480 erfolgten wesentliche Erweiterungen im Westen und der Anbau des Turms. Das ursprünglich niedrigere Seitenschiff im Süden wurde auf die gleiche Höhe wie das Hauptschiff gebracht und eine Pfeilerreihe eingebaut.

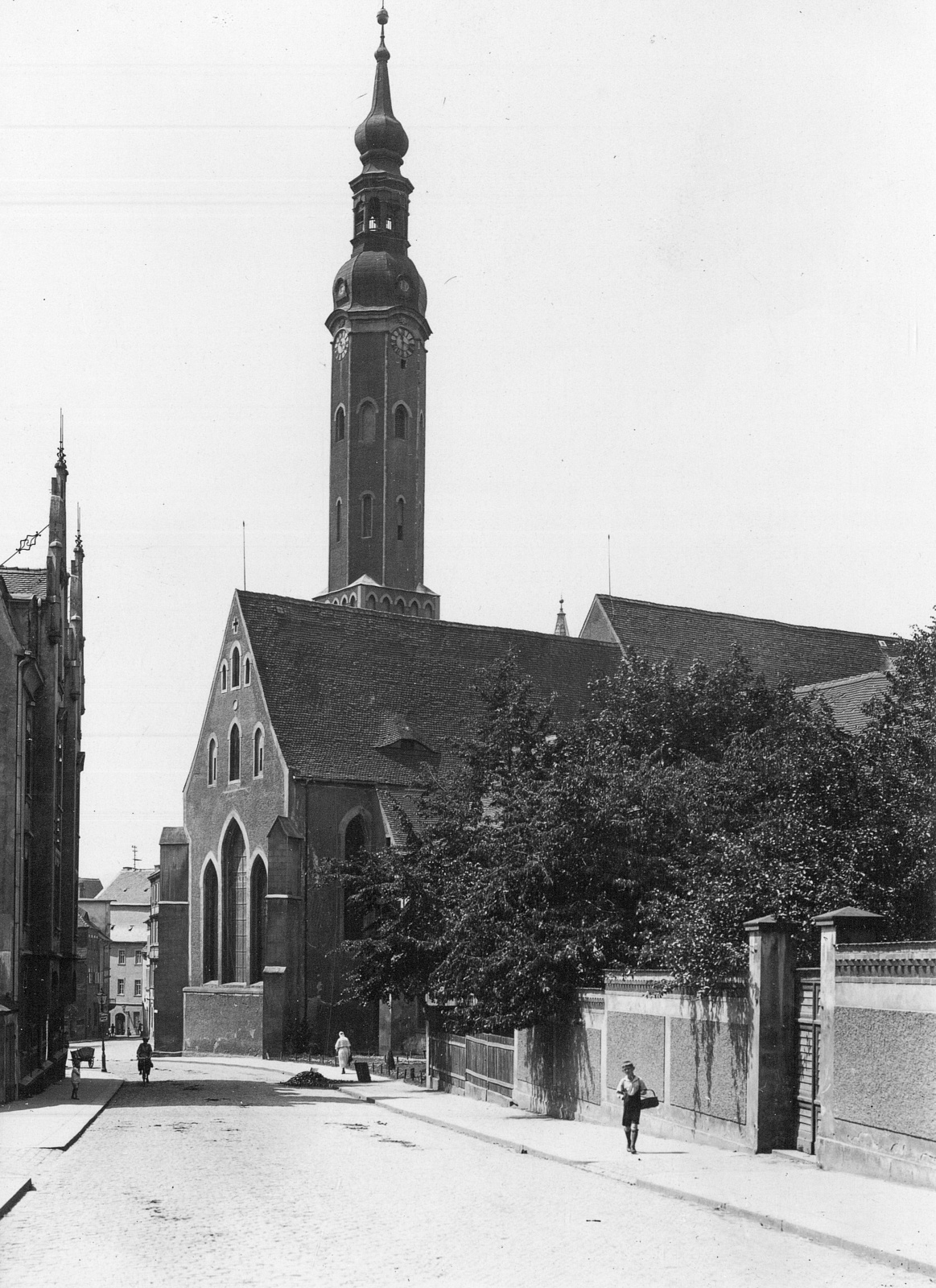
Ansicht um 1920

Nach 1554 verfiel die Kirche, nachdem das Kloster infolge der Reformation ausgestorben war. Von 1652 bis 1658 wurde sie durch Martin Pötzsch aus Bautzen wieder aufgebaut.
1662 erfolgte die Einweihung als zweite evangelische Stadtkirche.
In den Jahren 1881/82 und 1976 erfolgten Restaurierungen.

### Außenarchitektur

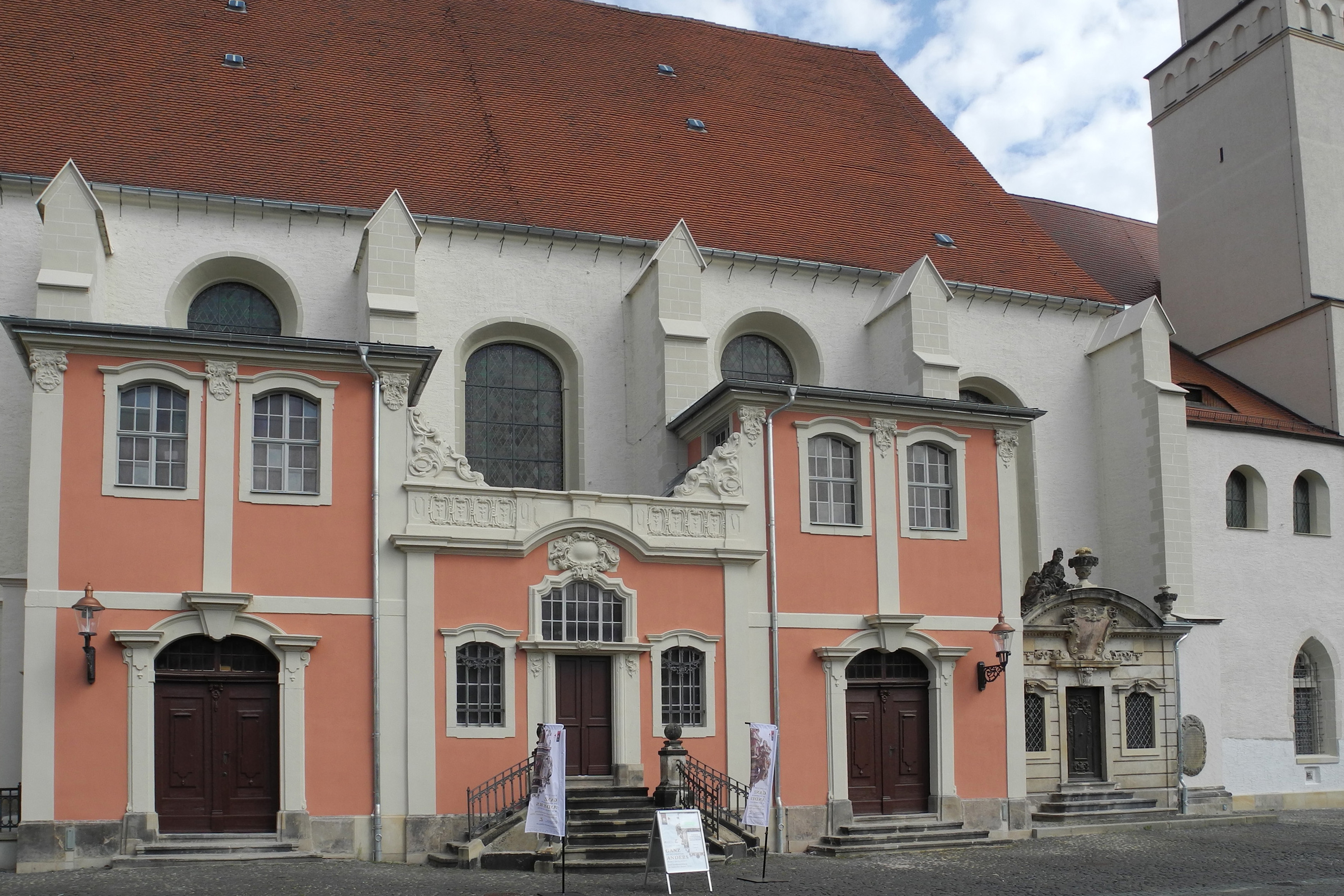
Logenanbauten an der Südseite

Die Klosterkirche ist eine zweischiffige Hallenkirche mit einschiffigem Chor aus verputztem Sandstein mit hohem Satteldach. Der Chor liegt etwa in der Achse des nördlichen Schiffs, ist gerade geschlossen und zeigt in der Ostwand eine Gruppe von drei Lanzettfenstern. An der Nordseite des Chores ist eine der heiligen Katharina geweihte Kapelle aus dem 15. Jahrhundert angebaut, an der Südseite die Sakristei in den Räumen der ehemaligen Nikolauskapelle.
Auf der Nordwand des Langhauses sind drei Spitzbogenfenster angeordnet. An der Südwand sind zwei spitzbogige Fenster, zwei Rundfenster und zwei Korbbogenfenster sowie die Noacksche Betstube zu finden. Diese ist ein kleiner Barockbau von 1696 mit Segmentgiebel, auf dem zwei liegende weibliche Figuren angeordnet sind. Zwischen dem zweiten und fünften Strebepfeiler ist eine barocke Loge von 1747 angebaut, am Turm ein Denkmal für die Gefallenen des Ersten Weltkriegs.
Daran schließt sich der schlanke 70 Meter hohe Turm an. Dieser ist im Grundriss quadratisch (1480)-, in der oberen Hälfte ins Oktogon übergehend (um 1660). Er wird durch eine Haube mit Laterne und geschweifter Spitze abgeschlossen, aus dem Jahr 1758 von Johann Andreas Hünigen, abgeschlossen.

### Innenarchitektur

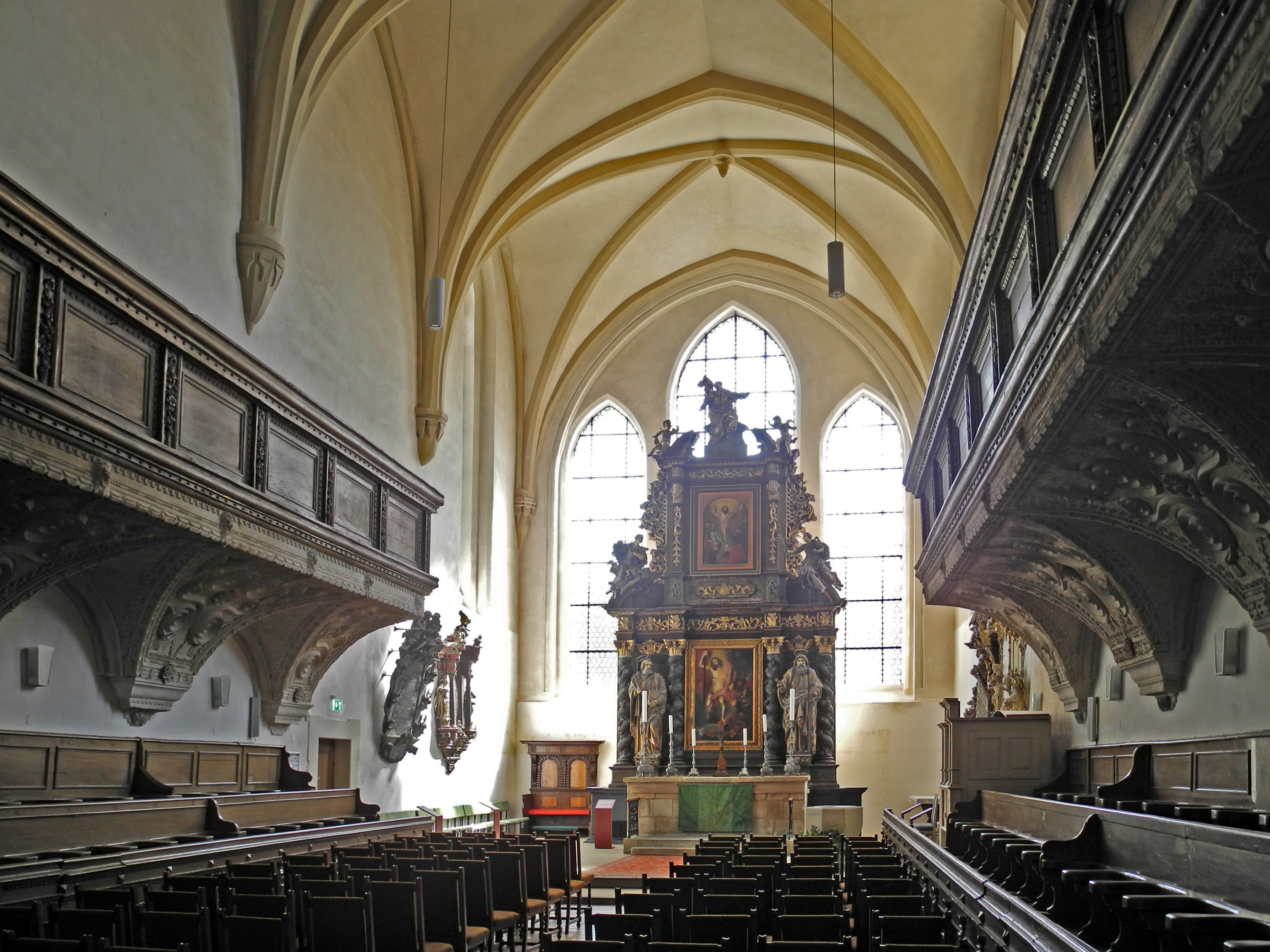
Innenansicht des Chores mit Altar

Der Innenraum der fünfjochigen, zweischiffigen Hallenkirche ist mit Kreuzrippengewölben und einem Netzgewölbe im Joch am Übergang zum vierjochigen Chor abgeschlossen. Der Chor schließt sich über einen niedrigeren breiten Segmentbogen mit Diamantquadern an, ist mit Kreuzgewölben geschlossen und endet mit rechteckigem Chorschluss.
Die zweijochige Sakristei wird von einem Kreuzgewölbe auf zierlichen frühgotischen Konsolen aus dem zweiten Viertel des 13. Jahrhunderts geschlossen, der darüber liegende Raum mit einer Flachdecke des 17. Jahrhunderts. Die Konsolen der Gewölbeanfänger an der Nordwand sind mit stuckierter Ornamentik versehen, an der mittleren Konsole findet sich eine Tierdarstellung und an den westlich anschließenden je ein menschlicher Kopf. Die gotischen Pfeiler wurden im 17. Jahrhundert verputzt.
Im Norden, Süden und Westen des Schiffes sind schlichte Holzemporen eingebaut. Im Chor sind an der Nord- und Südwand hölzerne, von reich geschmückten Konsolgesimsen getragene Emporen angebracht.

### Ausstattung

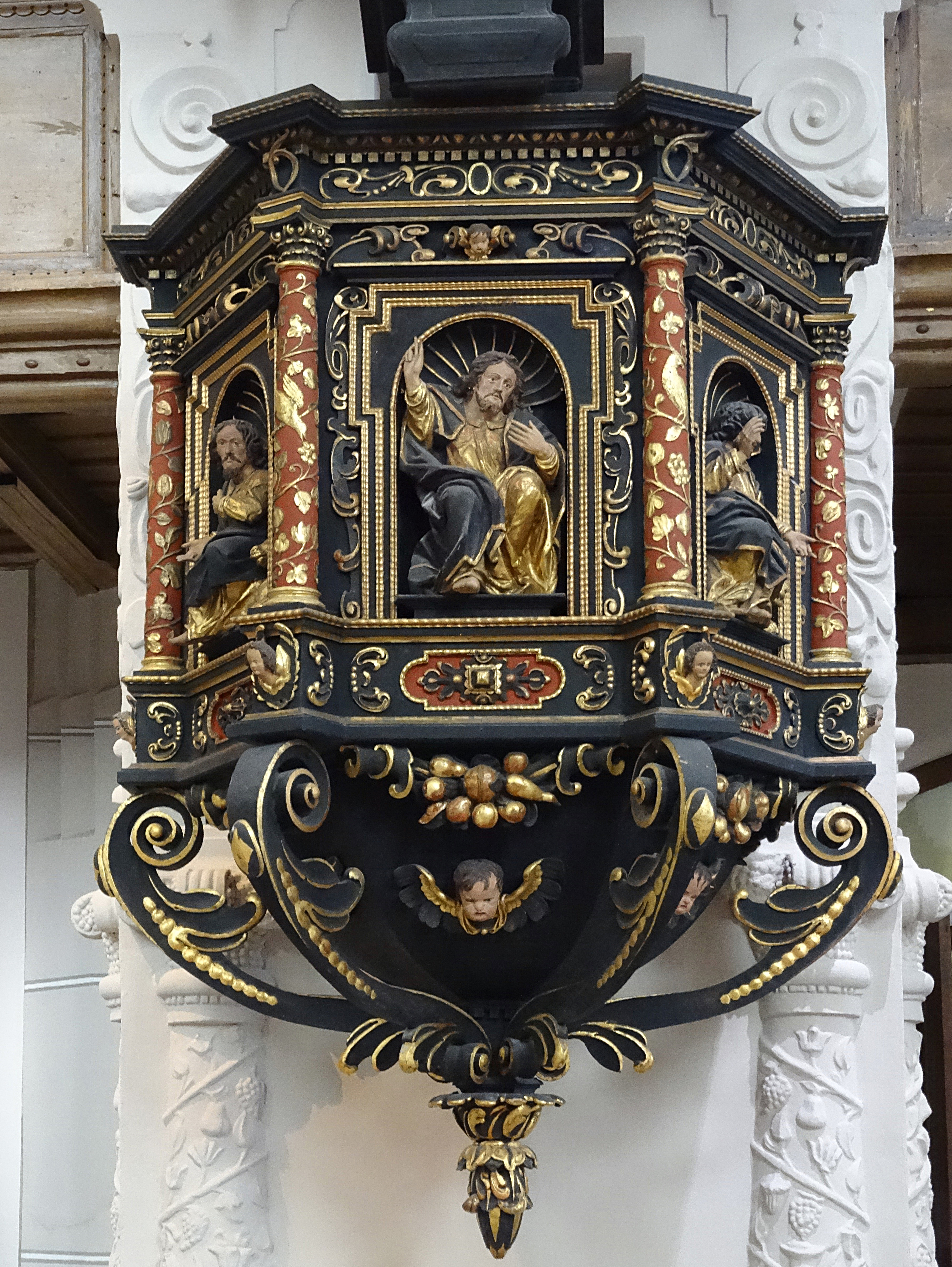
Die Kanzel

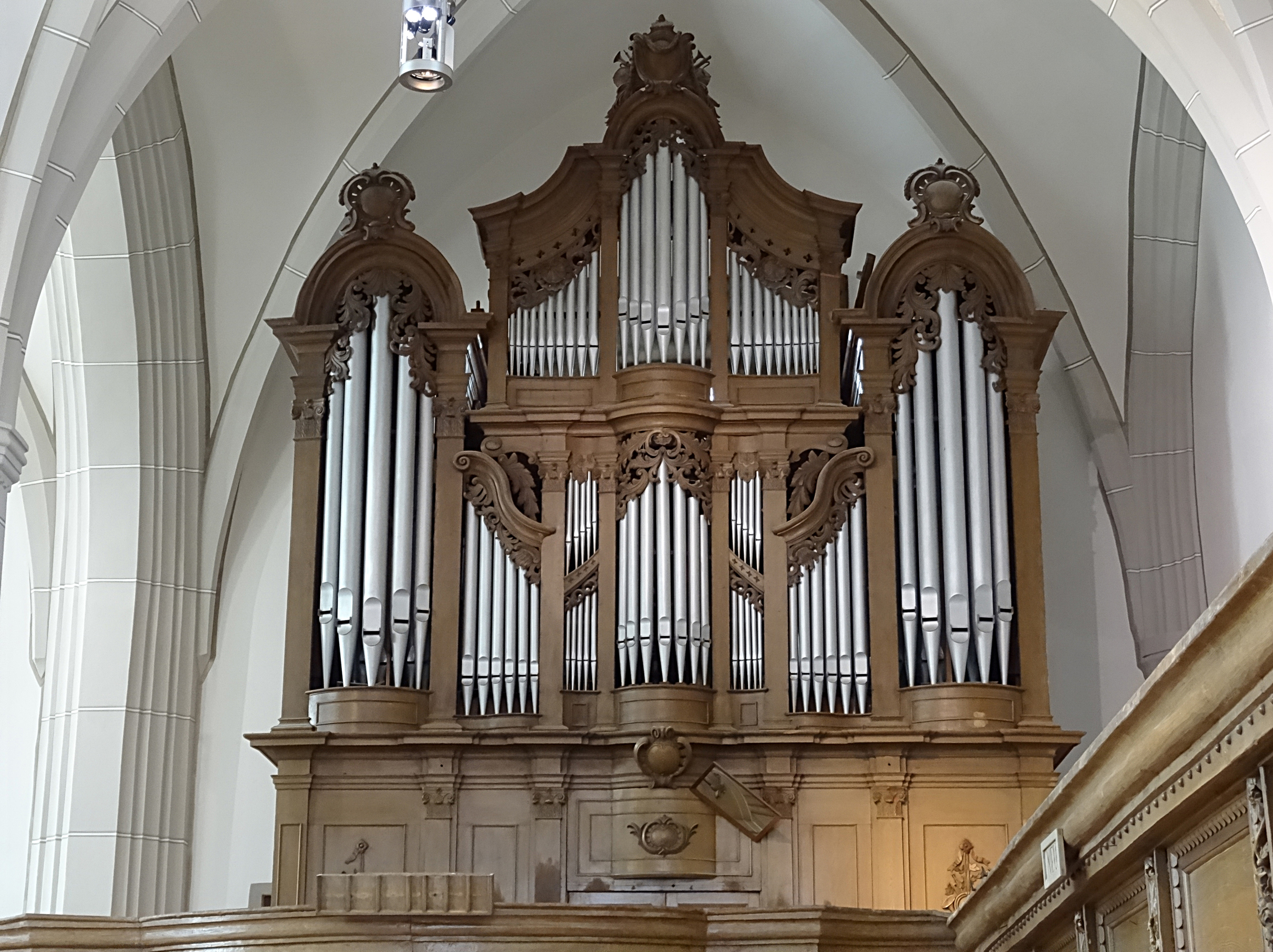
Orgelprospekt

Hauptstück der Ausstattung ist der reichverzierte barocke Altar mit vergoldetem Schnitzwerk aus den Jahren 1668/69. Die beiden hölzernen Figuren des Petrus und des Paulus seitlich des Altarbilds mit der Darstellung Christi stammen vermutlich aus dem ehemals gotischen Altar und sind von je zwei Säulen gerahmt. Über dem Gesims mit seitlichen Giebelansätzen, auf denen Engel sitzen, ist ein Aufbau mit dem Gemälde des Erlösers angeordnet, darüber befindet sich ein gesprengter Giebel mit den hölzernen Figuren Gottvaters und zweier Engel. Die beiden Gemälde sind Werke Johann Wilhelm Schobers aus Dresden aus dem Jahr 1675.
Die sechseckige Kanzel von Georg Bahns und Hans Bubenick aus den Jahren 1668/69 ist reich mit Fruchtgehängen, Dreiviertelsäulen und Voluten verziert und zeigt am Kanzelkorb Holzreliefs mit der Darstellung Christi und der Evangelisten. Im Jahr 1889 wurde die alte Fassung übermalt und 1974 wiederhergestellt. Die Kanzel steht vor einem steinernen Treppenbau mit Diamantquaderung, der bis zu den Emporen reicht und einen geschweiften Giebel mit Voluten und drei Obelisken trägt.
Die Orgel ist ein Werk der Firma Orgelbau A. Schuster & Sohn aus dem Jahr 1882 in einem Prospekt von Johann Valentin Engler aus den Jahren 1788–1791. Ein Beichtstuhl unterhalb der Westempore stammt aus der ersten Hälfte des 17. Jahrhunderts. An der Treppe zur südlichen Chorempore ist eine reich verzierte Tür aus der zweiten Hälfte des 17. Jahrhunderts angebracht. Das Chorgestühl mit Resten ornamentaler Malerei stammt aus dem 15. Jahrhundert. Neben dem Altar sind vier wohlgestaltete Barockepitaphien angebracht.

### Glocken
Das Geläut besteht aus drei Bronzeglocken, der Glockenstuhl ist aus Eichenholz wie auch die Joche gefertigt.
Es folgt eine Datenübersicht des Geläutes:
| Nr. | Gussdatum | Gießer                       | Durchmesser | Masse  | Schlagton |
| --- | --------- | ---------------------------- | ----------- | ------ | --------- |
| 1   | 1922      | Glockengießerei Gebr. Ulrich | 848 mm      | 415 kg | a′        |
| 2   | 1920      | Glockengießerei Gebr. Ulrich | 810 mm      | 319 kg | h′        |
| 3   | 1761      | Glockengießerei Fr. Körner   | 782 mm      | 296 kg | cis″      |

## Heffterbau

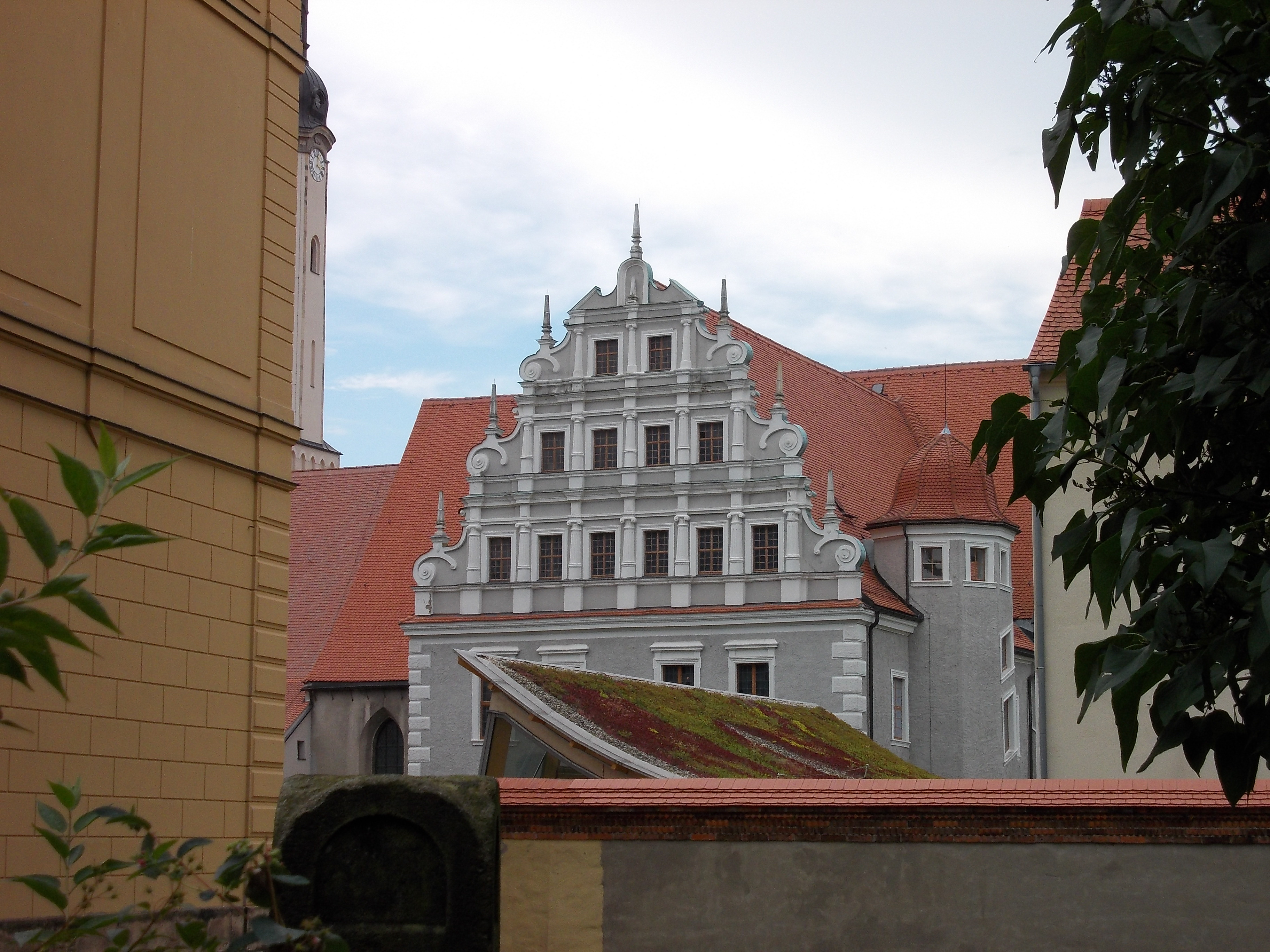
Heffterbau mit Giebel

Nordwestlich der Kirche liegt der nach dem Bürgermeister Heinrich von Heffter benannte spätgotische Bau, der in den Jahren 1652–62 durch den Baumeister Martin Pötzsch mit dem prächtigen frühbarocken Nordgiebel ausgestattet wurde. Das Bauwerk wurde seit 1990 restauriert.
Der Heffterbau ist ein dreigeschossiger Bau auf rechteckigem Grundriss, dessen Obergeschosse durch einen Treppenturm an der Westseite erschlossen werden. Der künstlerisch wertvolle Nordgiebel ist in drei Geschosse mit seitlichen Voluten gegliedert, die mit je einem Obelisken versehen sind. Die Fenster werden durch Halbsäulen und verkröpfte Gesimse gegliedert.
Im Innern sind die beiden unteren Geschosse mit Holzbalkendecken abgeschlossen. Im Obergeschoss liegt ein großer Saal mit Pilastergliederung in der Attikazone aus dem Jahr 1709. An der Decke sind Gemälde mit Stuckrahmen und allegorischen und mythologischen Darstellungen von Nikolaus Prescher angeordnet. Im Zentrum ist die Vorstellung der Pandora durch Jupiter dargestellt; in den seitlichen Medaillons sind Darstellungen von Wahrheit, Hygieia, Gerechtigkeit und Religion zu finden.

## Kreuzgang
Nordöstlich der Kirche liegen sechs Joche des ehemaligen Kreuzgangs mit Kreuzrippengewölbe, an die sich östlich der Kapitelsaal und der Vorraum anschließen, die mit reichen Gewölben aus Dreistrahlfiguren über je einem zentralen Pfeiler geschlossen sind. Im Obergeschoss ist die ursprüngliche Raumstruktur des Klosters mit einem Mittelgang mit Blendarkaden und seitlich abgehenden Zellen weitgehend erhalten.
Im Jahr 2008 wurden gotische Wandmalereien mit einer Darstellung des Jungbrunnens im Obergeschoss der Klostergebäude freigelegt. Sie stellen Menschen verschiedener Lebensalter und Stände dar, die zum Brunnen streben und damit den Wunschtraum von einem ewigen Leben symbolisieren. Eine derartige Darstellung gilt als ein einmaliges Dokument aus dem 15. Jahrhundert nördlich der Alpen.

## Friedhof

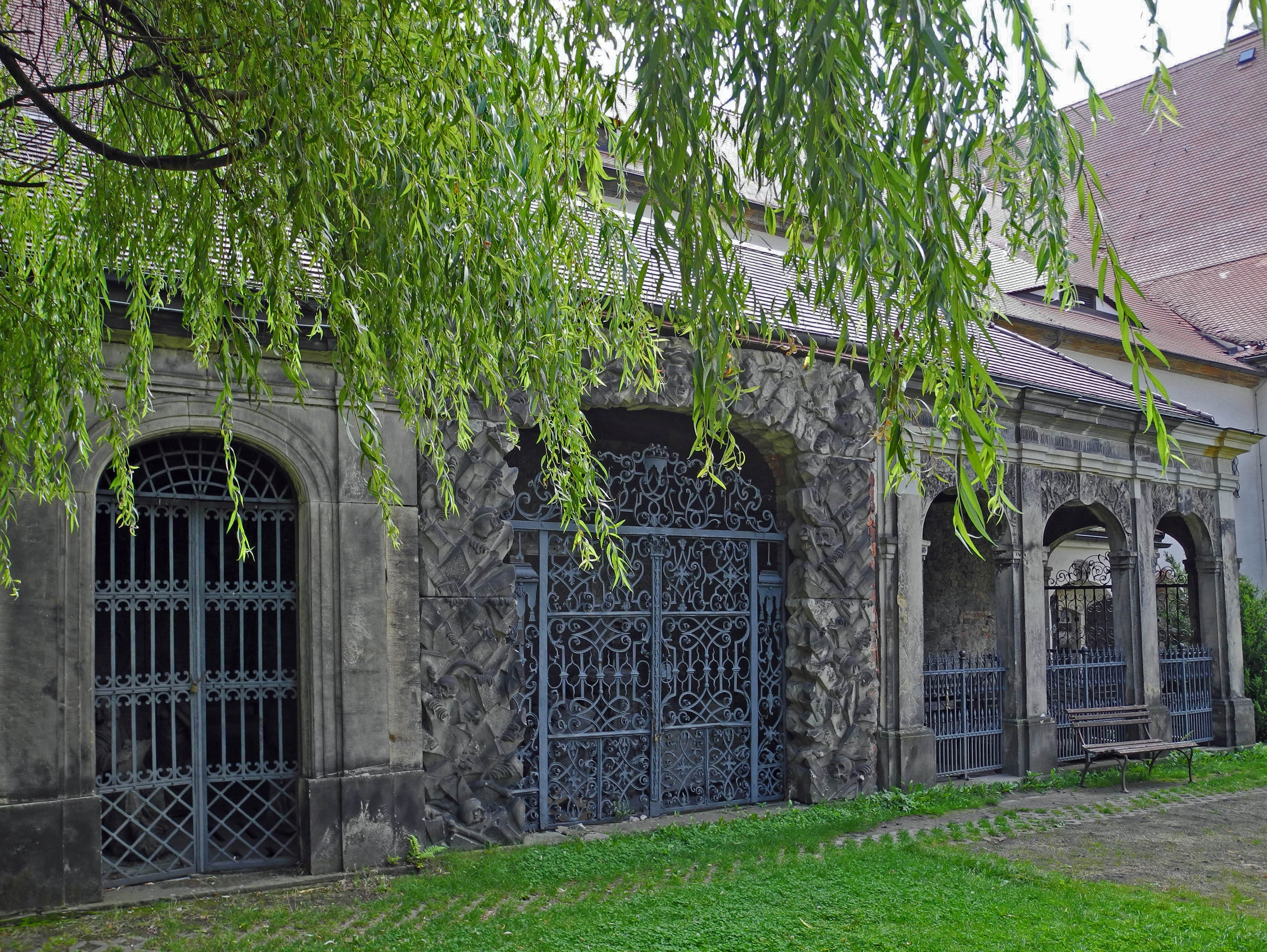
Friedhof im Hof der Klosteranlage

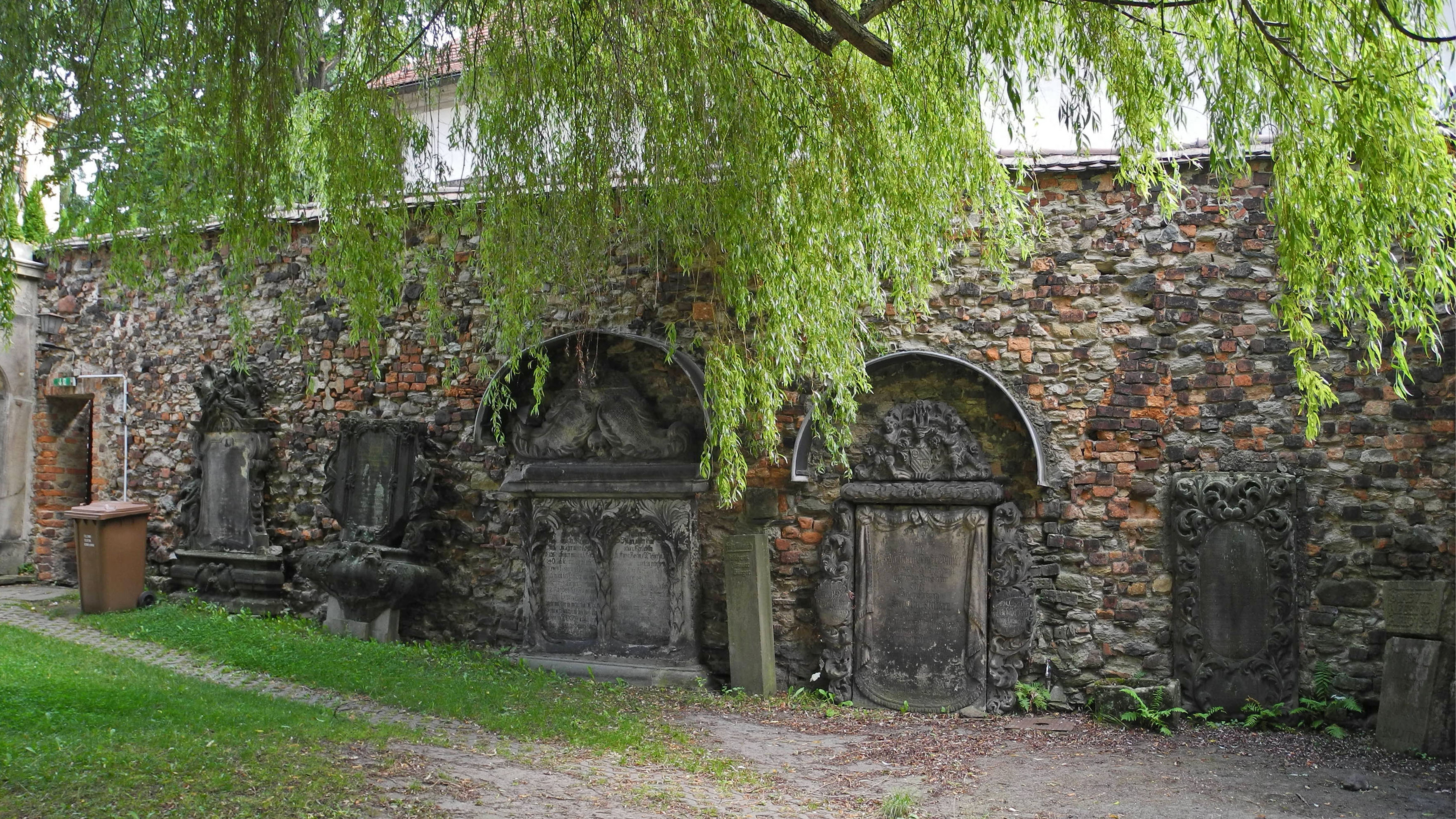
Friedhof im Hof der Klosteranlage

Auf dem Hof der Klosteranlage liegt der Friedhof ("Klosterhof")  mit zahlreichen prächtigen Gruftbauten aus der Zeit zwischen 1675 und 1725. Besonders aufwändig ist die Gruft für Johann Karl Kühn an der Südwestecke aus dem Jahr 1723 gestaltet. Der breit proportionierte Bau hat ein Flachbogenportal in der Mitte, in den Zwickeln Rankenwerk und seitlich je zwei Säulen mit Kompositkapitellen, die ein verkröpftes Gesims tragen. Darüber ist ein geschweifter Giebel angeordnet, der von einer Vase und zwei Engeln bekrönt ist und von je zwei Frauenfiguren über einer Balustrade flankiert wird.
Unmittelbar daneben findet sich die Gruft für Johann Friedrich Jung aus dem Jahr 1718. Sie zeigt eine große Korbbogenöffnung in der Mitte mit einem kräftigen Schlussstein. Seitlich sind je eine korinthische Säule und ein korinthischer Pilaster angeordnet, in den Zwischenräumen zwei Nischen mit den Allegorien der Liebe und des Neides. Darüber ist ein verkröpftes Gesims zu finden, das von einem Segmentbogengiebel mit zwei Engelsfiguren abgeschlossen wird.

## Varianten der Klostergründung
Die Umstände der Gründung des Franziskanerklosters in Zittau sind unsicher. Es gibt dazu drei voneinander abweichende Angaben
Gründung 1260
Die wahrscheinlichste Variante der Gründung wurde im mittelalterlichen Totenkalender (Kalendarium necrologium) des Franziskanerklosters Gorlitz beschrieben.

„Conventus Sittaviensis fundatus est per dominos de lippa, residens in castro Rayn, nomine Zdislaw de zoyna. A[nn]o d[omi]ni 1260.“

„Der Zittauer Konvent wurde durch die Herren von Lippa gegründet, die auf der Burg Rayn sitzen, mit dem Namen von Zdislaw von Zoyna. Im Jahre des Herrn 1260“

.
Dies ist die älteste sichere Erwähnung, aus dem Mittelalter.
Fraglich sind die Burgen Rayn und Zoyna, die bisher nicht ermittelt werden konnten, sowie Zdislaw von Zoyna, der ansonsten nicht bekannt ist. Es könnte Častolav (Chastolaus) von Leipa gemeint sein, der bis etwa 1251 in Zittau residierte. Die Herren von Lippa wären dann seine Nachkommen.
Gründung 1268
Unwahrscheinlicher ist die Variante nach einer Schrift von Johann Benedict Carpzov von 1712.
" Dominus Zdislaw de Lippa residens in castro Ronaw et Agnes de Zoyna, uxor eius fundans conventum fratrum minorum in Sittaw. Mdcclviiij."
"Herr Zdislaw von Lippa, der auf der Burg Ronow residiert, und Agnes von Zoyna, seine Ehefrau, gründen den Minoritenkonvent in Zittau. 1268."  
Diese Angabe ist bisher nur in dem Werk von Johann Benedict Carpzov zu finden, das auch an anderen Stellen Fehler und Ungenauigkeiten enthält.
Sie könnte sich auf die obige Angabe aus dem Totenkalender beziehen, und von Carpzov verbessert worden sein. Hier sitzt Herr Zdislaw in der Burg Ronow bei Zittau, die auch für um 1320 als ein Sitz der Familie von Leipa bekannt ist, und seine Frau Agnes stammt aus der Burg Zoyna . 
Aber ein Zdislaw ist in dieser Zeit in der Familie sonst nicht bekannt, nur ein jüngerer Častolav, der aber nur zweimal kurz erwähnt wurde, und offenbar keine größere Bedeutung hatte. 
Franziskaner 1244
Die Angabe, dass Franziskaner bereits 1244 nach Zittau gekommen seien, ist unwahrscheinlich. Sie stammt auch von Carpzov und ergäbe nur eine Plausibilität, wenn der Ort bereits 1240 zur Stadt erhoben worden wäre, wie die Jahrbücher des Stadtschreibers Johannes von Guben aus dem 14. Jahrhundert angeben. Dies erfolgte nach heutigem wissenschaftlichem Kenntnisstand aber erst wahrscheinlich um 1255.